# ミコラス・アレクナ
ミコラス・アレクナ（Mykolas Alekna、2002年9月28日 -）は、リトアニアの円盤投選手。現在の男子世界記録である75.56mを保持している。19歳の時、2022年世界陸上競技選手権大会で銀メダルを獲得し、円盤投の最年少メダリストとなった。2022年のヨーロッパ陸上競技選手権大会で同種目の最年少優勝者となり、大会記録を樹立した。
2021年には、2021年U20世界陸上競技選手権大会と2021年ヨーロッパジュニア陸上競技選手権大会で優勝した。
父は円盤投でオリンピックで2度金メダルを獲得しているウィルギリウス・アレクナであり、兄のマルティナス・アレクナも円盤投選手である。